# Chemaudin-et-Vaux
Chemaudin-et-Vaux – gmina we Francji, w regionie Burgundia-Franche-Comté, w departamencie Doubs. W 2013 roku liczba ludności wynosiła 1863 mieszkańców. 
Gmina została utworzona 1 stycznia 2017 roku z połączenia dwóch ówczesnych gmin: Chemaudin oraz Vaux-les-Prés. Siedzibą gminy została miejscowość Chemaudin.